# ژان باپتیست جباری
ژان باپتیست جباری (انگلیسی: Jean-Baptiste Djebbari؛ زادهٔ ۲۶ فوریهٔ ۱۹۸۲) سیاستمدار اهل فرانسه است، که هم‌اکنون به‌عنوان وزیر ترابری فرانسه فعالیت می‌کند.

## اوایل زندگی و تحصیلات
جباری در مولن، فرانسه از پدری الجزایری الاصلی و همچنین از مادری خانه‌دار متولد می شود. او در سال ۲۰۰۵ از کالج ملی هوانوردی کشوری، تکنسین عالی در مطالعات هوانوردی کشوری و دوره آموزشی عملیات فارغ التحصیل می شود.